# Crocus cyprius
Crocus cyprius — вид квіткових рослин з роду Крокус родини Ірисових. Це багаторічник, який походить з Кіпру, де його можна знайти в горах Троодос.
Рослини цвітуть із січня по квітень і мешкають на кам’янистих ґрунтах.